# Distique (littérature)
Pour les articles homonymes, voir Couplet.
En poésie, un couplet, ou distique, est la réunion de deux vers, ou le fragment d'une œuvre, formant un ensemble complet par le sens, par exemple une maxime. À titre d'exemple de couplet et de distique : Les Contes de Canterbury de Geoffrey Chaucer et Les Distiques de Caton.

## Exemple
Dans le vieux parc solitaire et glacé

Deux formes ont tout à l'heure passé.

Leurs yeux sont morts et leurs lèvres sont molles,

Et l'on entend à peine leurs paroles.

Dans le vieux parc solitaire et glacé

Deux spectres ont évoqué le passé.

- Te souvient-il de notre extase ancienne?

- Pourquoi voulez-vous donc qu'il m'en souvienne?

- Ton cœur bat-il toujours à mon seul nom?

Toujours vois-tu mon âme en rêve? - Non.

Ah ! les beaux jours de bonheur indicible

Où nous joignions nos bouches ! - C'est possible.

- Qu'il était bleu, le ciel, et grand, l'espoir !

- L'espoir a fui, vaincu, vers le ciel noir.

Tels ils marchaient dans les avoines folles,

Et la nuit seule entendit leurs paroles.
— Paul Verlaine, Fêtes galantes, Colloque sentimental